# 高履行
高履行（?—?），名文敏，渤海蓨县（今河北景县）人，官秦府军直千牛、滑州刺史、将作大匠、金紫光禄大夫、太常卿、洪州都督、上柱国、申国公。唐朝凌烟阁二十四功臣之一高士廉之子。

## 生平
生卒年不詳。貞觀初年任祠部郎中。为母守孝，哀悼过礼。唐太宗遣使高履行对说：“孝子之道，毁不灭性。汝宜强食，不得过礼。”守孝期满，累迁滑州（今河南滑县）刺史，尚唐太宗第九女东阳公主，拜驸马都尉。贞观十九年（645年），拜户部侍郎，加银青光禄大夫。贞观二十一年（647年），高士廉去世，高履行又哀悼过礼，太宗手诏：“古人立孝，毁不灭身。闻卿绝粒，殊乖大体，幸抑摧裂之情，割伤生之累。”守孝期满，任卫尉卿，加金紫光禄大夫，袭爵申国公。永徽元年（650年），拜户部尚书、检校太子詹事、太常卿。永徽三年（652年）皇帝曾問“隋朝有幾戶?今有幾戶?”高履行奏曰：“隋大業中戶八百七十萬，今戶三百八十五萬。”显庆元年（656年），为益州大都督府（今四川成都）长史。先是，高士廉居此职時政績顯著，高履行继之，亦有善政。显庆四年（659年），长孙无忌倒台，贬官洪州（今江西南昌）都督，改永州（湖南永州）刺史，卒於任上。

## 子孙
- 高琁，循州司馬，襲国申公，授朝散大夫、尚辇奉御，再迁尚衣奉御。坐堂弟高岐左迁循州司马（《资治通鉴》载：永隆元年（680年），叔父高真行之子高岐卷入章怀太子谋逆案，真行以佩刀刺其喉，真行兄户部侍郎审行又刺其腹，真行兄子琁断其首，弃之道中。上闻之，不悦，贬真行为睦州刺史，审行为渝州刺史，琁为循州司馬。），永隆二年（681年），有盗攻南海，广州边鄙被其灾，皇帝命专征，且令招慰。因追寇至广州，遇疾薨於南海之旅次。夫人京兆韦氏，银青光禄大夫太子詹事武阳侯韦琨之女。
  - 高紹，考功郎中
  - 高续，
  - 高術，衛尉少卿
- 高瑾
  - 高丕
    - 高燭，字時雍

  - 高遷，祠部郎中
    - 高子羽，右司郎中
      - 高曙、高暄、高暧

    - 高子平

## 传记资料
- 《旧唐書》列传第十五·高士廉传